# SKU Verein Schweizer Kurse für Unternehmensführung

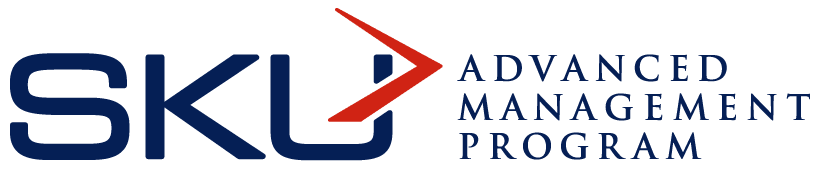
Logo des Vereins SKU

Der Verein Schweizer Kurse für Unternehmensführung SKU (früher auch: Schweizerische Kurse für Unternehmungsführung) wurde 1953 unter der Dachorganisation des BWI Betriebswissenschaftliches Zentrum der ETH Zürich von deren Vertretern, von Vertretern der Universität St. Gallen und der Schweizerischen Stiftung für angewandte Psychologie, die 1996 aufgelöst wurde, gegründet. Er geht auf die Initiative insbesondere von Hans Ulrich zurück, der massgeblich sowohl an der Konzeption wie auch an den Inhalten (St. Galler Management-Modell) beteiligt war.
SKU ist eine Non-Profit-Organisation mit Sitz in Zürich, die sich zum Zweck setzt, Unternehmen jeder Grösse und aller Branchen im Bereich ihrer Top-Management-Entwicklung zu unterstützen.
Ihr Ausbildungsprogramm, das heute SKU Executive Management Programm genannt wird, umfasst Ausbildungswochen in der Schweiz und im Ausland (aktuell in Berlin und Chongqing). Das Programm ist seit 2019 ein Zertifikatsprogramm der Universität St. Gallen (CAS HSG) und beim Institut für Systemisches Management und Public Governance angesiedelt. Circa 4'500 ober(st)e Führungskräfte im Durchschnittsalter von 44 Jahren haben den SKU seit der ersten Durchführung im 1954 absolviert.

## Vorstand
- Kurt Rohrbach (Präsident), Präsident, Handels- und Industrieverein des Kantons Bern; Präsident, Schweizerischer Energierat/World Energy Council Switzerland, Worb
- Alain B. Fuchs, Oberägeri
- Gudela Grote, Professorin für Arbeits- und Organisationspsychologie, ETH Zürich
- Alois Vinzens, Verwaltungsrat, Domat/Ems[2]

## Absolventen (Auswahl)
- Ulrich Bremi (1929–2021), Schweizer Unternehmer und Politiker, 1990/91 Präsident des Nationalrates.
- Robert A. Jeker (* 1935; † 2012), Schweizer Wirtschaftsmanager und Politiker
- Thierry Lalive d’Epinay (* 1944), u. a. ehem. Verwaltungsratspräsident der Schweizerischen Bundesbahnen